# 布蘭登 (密蘇里州)
布蘭登（英語：Brandon）是位於美國密蘇里州本頓縣的非建制地區。

## 歷史
布蘭登的郵局於1908年設立，其後於1933年停運。

## 地理
布蘭登所處的海拔為高於海平面282米（即925英呎），而該地所採用的時區為UTC-6，即北美中部時區（CST）。同時該地設有夏令時間，為UTC-6調快一小時，即UTC-5（CDT）。